# Giemzy II
Giemzy II (lit. Gimžiai II) − wieś na Litwie, w rejonie solecznickim, 4 km na południowy zachód od Turgieli, zamieszkana przez 13 ludzi. Przed II wojną światową w Polsce, w powiecie wileńsko-trockim województwa wileńskiego.